# Eucarpia marginata
Eucarpia marginata är en insektsart som först beskrevs av Walker 1870.  Eucarpia marginata ingår i släktet Eucarpia och familjen kilstritar.
Artens utbredningsområde är Papua Nya Guinea. Inga underarter finns listade i Catalogue of Life.